# Мушаты
Муша́ты, или Мушати́ны (рум. Dinastia Mușatinilor) — династия господарей Молдавского княжества в 1375—1668 годах. Наиболее выдающимися господарями из династии Мушатов были Александр I Добрый, Стефан III Великий и Пётр IV Рареш. Последним представителем династии Мушатинов был Ильяш Александр. Название династии происходит от слова «мушат», что значит «красивый». 

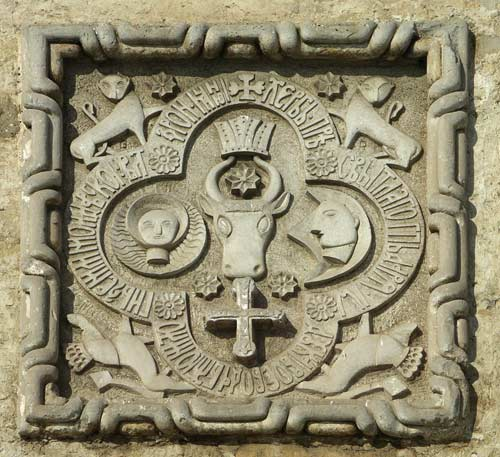
Родовой герб Мушатинов, положенный в основу государственного герба Молдовы

Представители рода Мушатов были связаны узами многочисленных брачных союзов с родом Басарабов, который правил в соседней Валахии. Некоторые из последующих молдавских господарей обосновывали свои права на престол, доказывая, что они происходят из рода Мушатов. От Мушатов происходит украинский род Иваненки (через Иоанна Водэ Лютого).

## Представители
- Мушата (Маргарета), дочь Богдана Основателя
  - Пётр I Мушат
  - Роман I Мушат
    - Стефан I Мушат
    - Юга Безногий
    - Александр I Добрый
      - Илья I
        - Роман II
        - Алексэндрел

      - Стефан II
      - Богдан II
        - Стефан III Великий
          - Александр
            - Стефан V Лакуста

          - Богдан III Кривой
            - Стефан IV
              - (?) Иоан Водэ Лютый

            - (?) Александр Корня
            - Александру Лэпушняну
              - Богдан IV Лэпушняну
                - Александр IV Злой
                  - Стефан I Глухой (господарь Валахии: 1591—1592)

              - Ильяш
                - Александр IV Ильяш
                  - Ильяш Александр
                  - Раду XI Ильяш (господарь Валахии: 1632)

              - Арон Тиран
              - Пётр VII Казак

          - Пётр IV Рареш
            - Илья II Рареш
            - Стефан VI Рареш
            - Янку Сасул

      - Пётр III Арон
      - Пётр II